# Ustica (film)
Ustica (Ustica: The Missing Paper) è un film del 2016 scritto e diretto da Renzo Martinelli. Il film, attraverso le indagini di personaggi di fantasia, fa un'immaginaria ricostruzione delle cause della strage di Ustica.

## Trama
Venerdì 27 giugno 1980, il DC-9-15 I-TIGI dell'Itavia esplode in volo in prossimità dell'isola di Ustica, inabissandosi a 3700 m di profondità nel mar Tirreno senza lasciare superstiti. Tra le 81 vittime vi è la figlia della giornalista Roberta Bellodi. Per far luce sul fatto, viene nominata una commissione parlamentare d'inchiesta tra i cui membri figura il deputato Corrado di Acquaformosa. La moglie di Corrado, Valja, elicotterista, è convinta di aver capito come sia avvenuto il disastro, avendo casualmente rinvenuto a Timpa delle Magare, in Calabria, il relitto abbattuto di un aereo militare libico, e cerca di convincere il marito a cercare la verità. Corrado inizia a dubitare delle versioni ufficiali fornite, anche a causa del fatto che la notizia del ritrovamento dell'aereo libico viene messa a tacere, per essere infine fatta emergere diverse settimane dopo in modo da non farla apparire correlata al disastro. I suoi dubbi lo portano a insospettire il collega parlamentare Fragalà, che gli fa intuire la portata della posta in gioco e lo mette in guardia dalle conseguenze anche tragiche che potrebbero derivare dal suo interessamento.
Subito dopo aver incontrato Roberta Bellodi per metterla sulla pista dell'aereo libico, Valja muore in un incidente stradale sospetto e la sua casa viene perquisita da ignoti. Corrado si sente allora spinto fino in fondo a cercare la verità sulla strage. Roberta, anche lei scossa dalla morte di Valjia, supera lo shock causato dalla perdita della figlia e torna a fare il suo mestiere di giornalista iniziando a indagare sul misterioso disastro per offrire poi le sue scoperte e la sua collaborazione a Corrado. Superando tanti ostacoli, i due raccolgono tante prove tra le quali la confessione e i documenti di uno dei tecnici radar di Poggio Ballone che la sera della strage avevano visto i veri tracciati degli aerei in volo, poi manomessi nelle versioni consegnate alla stampa e agli inquirenti.
Si scopre così che in un'Italia al servizio della NATO, ma amica del colonnello Gheddafi, i MiG libici attraversano regolarmente la penisola per recarsi nella Jugoslavia comunista allo scopo di svolgere gli interventi di manutenzione ordinaria impossibili da effettuare in Libia. I velivoli, per espressa richiesta del SISMI, devono viaggiare disarmati e possono attraversare lo spazio aereo italiano accodandosi ad aerei passeggeri o da trasporto, in modo da confondere le proprie tracce radar e non essere individuati dai sistemi di sicurezza aerea.
Il 27 giugno 1980 si configura nel Tirreno un'operazione militare americana finalizzata al trasferimento di F-111F USAF da Lakenheath a Cairo West. Un E-3A dell'USAF dotato di un sofisticatissimo radar in volo circolare a 9000 m sul mar Tirreno individua un movimento sospetto in coda al DC-9, confermato da un F-104S e un TF-104G dell'AMI in addestramento in coppia. Nel frattempo il comando NATO fa decollare altri 4 intercettori: 2 F-5E dell'USAF da Decimomannu e 2 Dassault Mirage F1 C dell'ALA da Solenzara.
Poco dopo, i 4 caccia francesi e italiani ricevono l'ordine di rientro: del MiG se ne sarebbero occupati esclusivamente gli americani. Durante la fase di discesa dell'Itavia sulla aerovia Ambra 13, il pilota del MiG-23 MS della LARAF si separa da I-TIGI per dirigersi verso Malta, ma dopo essere stato ingaggiato e colpito dalle mitragliatrici degli F-5E, ritorna verso il DC-9, convinto che gli americani avrebbero desistito dall'attaccarlo per non correre il rischio di colpire l'aereo civile. Durante l'inseguimento, alle ore 18:59:45Z, in prossimità del punto Condor (N39.7E12.9), uno dei due caccia americani collide a 1400 km/h ed a 7200 m di quota con il DC-9. Dopo la collisione, il MiG si dirige verso le coste calabresi, dove viene raggiunto ed abbattuto alle ore 19:30Z nei pressi di Timpa delle Magare da due F-14A della USN partiti da Sigonella.
Corrado ritrova infine, tramite un messaggio criptico lasciatogli prima di morire dalla moglie che aveva immaginato di essere in pericolo, il frammento di carta nautica che Valja aveva trafugato sul luogo del ritrovamento del caccia, su cui il pilota libico, dopo aver capito di non avere più possibilità di salvarsi, aveva scritto la sua confessione ed espresso il proprio pentimento per aver causato la morte di civili innocenti.
Roberta racconta di come, dopo le scoperte fatte, Corrado ha trovato improvvisamente la morte, fatta passare come infarto, e tutto il materiale da loro raccolto è stato fatto scomparire.

## Produzione
Parte delle riprese degli esterni si sono svolte a Maratea, in Basilicata.

## Distribuzione
Il film è uscito nelle sale cinematografiche italiane il 31 marzo 2016.

## Critica
(MYmovies.it)
(Federico Pontiggia)

## Controversie
Già prima dell'uscita nelle sale, il film è stato al centro di una polemica politica: l'onorevole che tenta di insabbiare il caso ha lo stesso cognome di Enzo Fragalà. Nel 2020, il regista è stato condannato a una multa per diffamazione dopo la denuncia della famiglia del politico.